# 林正國 (新黨)
林正國，臺灣人，新黨青年委員會，方正傳媒科技有限公司CEO，曾於其個人微博承認自身為《觸極者 The Reacher》的粉絲專頁經營者之一。該粉絲專頁與內容農場「密訊」合作，在2020年中華民國總統選舉時散布傾中促統言論。

## 外部連結
- 林正国台湾於西瓜视频的个人主页 （页面存档备份，存于）
- 林正國於Linkedin的个人主页